# Les Conquêtes de César
Pour plus de détails, voir Fiche technique et Distribution.
Les Conquêtes de César est un film français réalisé par Léo Joannon, sorti en 1936.

## Synopsis
À son âge, César est encore célibataire et tout le monde se moque de lui. Un jour, il en a assez et décide de se lancer, tel Jules César à l'assaut des Gaules, à la conquête de cœurs féminins à prendre.

## Fiche technique
Source IMDb
- Réalisation : Léo Joannon
- Directeur de la photographie : Jacques Montéran
- Production : Productions Rochemoigne
- Distribution : Compagnie parisienne de location de films (CPLF)
- Pays d'origine :  France
- Format : noir et blanc - 35 mm - 1,37:1 - son mono
- Durée : 70 minutes (exploité à Paris dans une version de 40 minutes)
- Genre : Comédie
- Date de sortie : Paris, 7 février 1936 (dans une version de 40 minutes)

## Distribution
- Max Régnier : César
- Christiane Delyne
- Jim Gérald
- Oléo
- Madeleine Guitty
- Marcel Le Marchand
- Balder
- Jane Lamy
- Claude Roussel